# Ichneumon carinatus
Ichneumon carinatus är en stekelart som först beskrevs av Kokujev 1927.  Ichneumon carinatus ingår i släktet Ichneumon och familjen brokparasitsteklar. Inga underarter finns listade i Catalogue of Life.